# Русская Васильевка
 Русская Васильевка (чув. Ваçлавкка) — село в Кошкинском районе Самарской области, административный центр сельского поселения Русская Васильевка.

## География
Находится на расстоянии примерно 16 километров по прямой на северо-восток от районного центра села Кошки.

## История
Основано по одним данным в середине XIX века. На 1910 год был 341 двор, 2208 жителей, русские и чуваши. Имелась церковь и две школы. По другим данным основано перед 1795 годом. Изначально существовала одна Васильевка, впоследствии разделилась на Чувашскую Васильевку и Русскую Васильевку. Есть мнение, однако, что существовала изнчально только Чувашская Васильевка. В советское время работали колхозы «Путь Сталина», «Правда», им. Войкова и им. Чапаева.

## Население
Постоянное население составляло 520 человек (русские 42%, чуваши 54%) в 2002 году, 501 в 2010 году.